# 赫拉号通报舰
赫拉号通报舰是德意志帝国海军于19世纪90年代建造的一艘通报舰，也是德国建造的最后一艘同类别军舰，并自1899年起被重归类为小巡洋舰。作为在德国运用的通报舰巅峰之作，它标志着轻巡洋舰的发展迈出了重要一步，代表了对早期同类舰艇的显著改进，特别在服役中一直令人失望的守望级和流星级。赫拉号预期可担任舰队的侦察舰或鱼雷艇的向导舰。它装备有四门88毫米炮和三副450毫米鱼雷发射管，事实证明这些武装过于薄弱，不适合前线作战。
赫拉号的活跃生涯相对较短；它在1896年竣工后不久的海试中便遭遇发动机损坏，被迫推迟到1898年才开始在舰队服役。自那时起，它便一直担任第一分舰队的侦察舰，直到1900年作为远征军的一员被部署至大清协助镇压义和团运动。赫拉号在派驻期间几乎没有参与任何行动，而是经常在中国沿海和长江巡逻。1901年中期回到德国后，它在第一侦察集群和主舰队服役，继而于1902年底被降格为一艘炮术训练舰，但锅炉问题迫使其从1903年到1910年进行了更彻底的重建。
从1910年10月到1914年中期，赫拉号被用作舰队的供应舰，在此期间几乎没有发生任何值得注意的事件。1914年7月第一次世界大战爆发后，该舰被部署到守卫德意志湾的巡逻线。它参加了8月的黑尔戈兰湾海战，但并未与敌方交火。翌月，当它在黑尔戈兰岛附近进行训练时，遭到英国潜艇E9号发射鱼雷击沉。尽管赫拉号在不到半小时内便沉底，但除了两名船员外，其余所有官兵都被德国U艇和巡逻艇救起。

## 设计
赫拉号得名于1852年建造的斯库纳战船赫拉号，是德国舰队中通报舰类别发展的巅峰。通报舰是从早期的鱼雷艇发展而来的，旨在与舰队一同在本土水域作战；它既可以作为向导舰来指挥鱼雷艇群，也可以作为舰队主力舰的侦察兵使用。德国的第一艘通报舰为齐滕号，于1875年从一家英国造船商手中购得；到1890年代初，又陆续有七艘舰在德国船厂建成。这些舰只中的最后四艘——包括守望级和流星级，由于它们的船舶耐波性差和速度不足，在服役中已被证明是非常令人失望的。1893年，海军建造人员准备了一艘新舰的设计方案，临时命名为“H”，该舰通过大幅增加尺寸，弥补了早期舰只的问题。这艘新舰便是赫拉号。
通报舰类别在后来被称为小巡洋舰的设计中得到进一步发展。德国设计师将赫拉号设计的最佳方面——主要是高航速和装甲甲板，与同时代四等巡洋舰鵟级的设计——即重型武器和大巡航半径相结合。这种组合产生了瞪羚级小巡洋舰，这是德国建造的第一艘真正意义上的小巡洋舰。

### 整体特征及推进装置

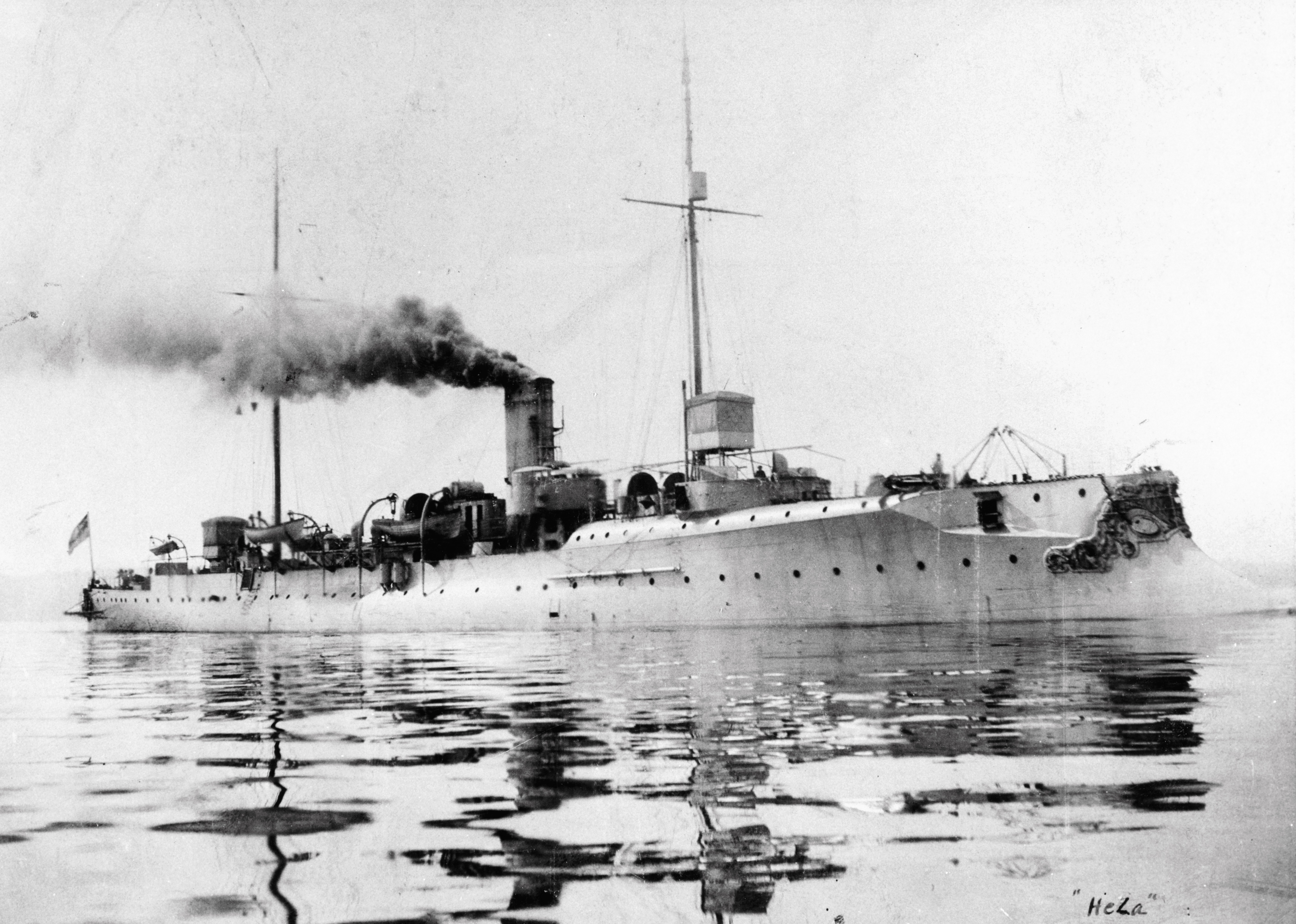
运用生涯初期的赫拉号

赫拉号的水线长和全长分别为104.6米和105米，有11米的舷宽以及4.46米的前吃水和4.64米的后吃水。其标准排水量2027吨，在满载情况下则可达2082吨。船体采用横向和纵向钢框架构造，在装甲甲板上方划分二十二个、下方十个水密舱室。双层船底占龙骨长度比重为35%，有一个明显的撞角式舰艏。该舰设有一个带小型司令塔的的最小化舰艛，另有一个凸起的艏楼甲板从舰艏延伸到烟囱。此外，它还安装了两条轻型单杆桅，并配备顶部观察哨。
赫拉号在竣工时的标准船员编制由7名军官及171名水兵组成，后来又增加至8名军官及187名水兵。它可携带一些小型舰载艇，包括一艘驳船、一艘高低桅帆船和三艘小舢板。在其运用生涯的晚期，驳船则被替换为一艘哨艇。赫拉号非常适于航海，但它的横摇严重（稳心高度为0.775米），且由于舰艏略微偏重，它往往会在迎浪的状态下吃进大量海水。转向由单舵控制；该舰的机动性一般。
舰只的推进装置由两台三缸三胀式蒸汽机组成，各负责驱动一副直径为3.25米的四叶螺旋桨。每台发动机都有独立的轮机舱。所需蒸汽由分别布置在两个锅炉舱的六台燃煤机车锅炉提供，这些锅炉通过管道汇入舰舯部的一座烟囱。发动机的额定功率为6,000匹公制馬力（4,400千瓦特），设计航速20節（37每小時）；但该舰在速度试验中较此超出了半节以上。燃煤储存量达到350吨；但该舰在初始配置中的航程数据没有保存下来。赫拉号还配备有三台发电机，可在67伏电压下产生36千瓦电。

### 武器装备

赫拉号的平面及剖面图

赫拉号的主舰炮为四门单座安装的88毫米30倍径速射炮。它们搭载在MPL C/89型炮架上，高低射界为-10至20度；在最大仰角下，火炮可以击中7300米外的目标。这些火炮可以590米每秒的初速发射7（15英磅）重的炮弹。每门炮的弹药储存量为200发，全舰合共800发。射速理论上是每分钟14发，但实际上它被限制在每分钟10发。
它也装备有六门50毫米40倍径速射炮，均架设在独立的C/92型“鱼雷艇炮架”（Torpedobootslafette）上。这些火炮可以656米每秒的初速发射1.7（3.7英磅）炮弹。火炮的最大仰角为20度，射程为6180米。弹药储存量为合共1500发，或每门300发。此外，赫拉号还安装有三具450毫米鱼雷发射管。其中两具置于两边舷侧的甲板上，第三具则以浸没式安装在舰艏。它们共可携带8枚、每枚弹头重87.5（193英磅）的鱼雷。这些鱼雷在32節（59每小時）时的最大射程为500米；若将速度设定为26節（48每小時），则射程可增至800米。
赫拉号身披轻甲。它受到20毫米厚的钢制装甲甲板的保护。甲板向两侧倾斜，且厚度略微增至25毫米，以提供针对直射火力的保护措施。另有一副40毫米厚的装甲围板用于保护锅炉的进气口。其司令塔的侧部则用30毫米厚的钢板加固。舰只还配备了软木堰舱，以期在船体受损时减少进水。

### 设计变动
赫拉号于1903年至1910年间在但泽的帝国船厂进行了现代化改造。其内部间隔得到改进，在水线上方增加了八个水密舱室，并将双层船底的覆盖范围扩大至占船体比重的39%。作为船体变动的一部分，舷侧的两具鱼雷发射管都被移至水线下方的鱼雷舱。它还获得了八台船用式水管锅炉用以取代旧型号，并增加了第二座烟囱。新锅炉在试航中的输出功率为5,982匹公制馬力（4,400千瓦特），推动该舰达到相同的最高速度。燃煤储存量则增至419吨，能够以12節（22每小時）的速度连续航行3,000海里（5,600）。舰艉的两门88毫米炮都被拆除，它们的弹药分配减少至每门156发。赫拉号的艉部舰艛则被扩大，以提供额外的宿营空间。此外，该舰还安装了一座更大的舰桥。

## 服役历史

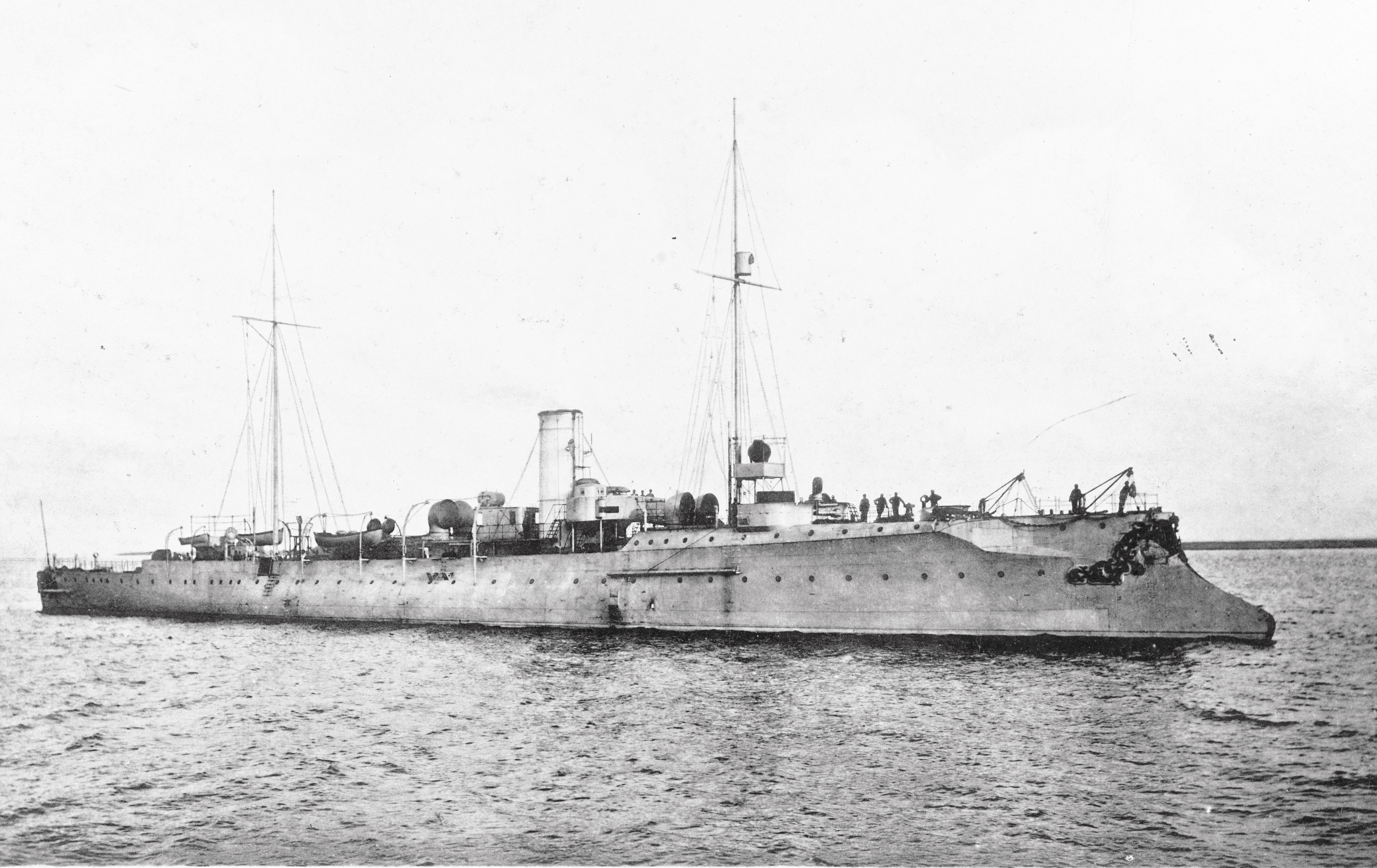
赫拉号在入役后不久

赫拉号于1893年12月在不来梅的威悉船厂开始铺设龙骨，至1895年3月28日下水。在下水仪式上，由时任北海海军基地司令的海军中将维克托·瓦卢瓦主持为舰只命名。1896年1月，赫拉号被转移到威廉港的帝国船厂进行最后的舾装。该舰于5月3日投入运作以进行海试，其首任舰长为海军少校约翰内斯·施泰因（Johannes Stein），但他在8月便被海军上尉卡尔·申费尔德（Carl Schönfelder）取代。赫拉号的初始测试因发动机损坏而中断，因此必须于9月19日停运维修。它在接下来的一年半里都没有运用。
1898年3月10日，赫拉号在海军少校弗里茨·索默韦尔克（Fritz Sommerwerck）的指挥下重新启用，并被编入第一分舰队担任通报舰。相关工作自6月14日起中断，当时赫拉号被选中护送德皇威廉二世搭乘其皇家游艇霍亨索伦号出席基尔赛船周，随后于7月巡航前往挪威水域，其中包括在哈当厄峡湾停留。7月31日，赫拉号返回第一分舰队，至9月17日年度舰队演习结束后则重新脱离。它与赫塔号防护巡洋舰一同，再度护送搭乘霍亨索伦号的威廉二世及其皇后奥古斯塔·维多利亚前往地中海东部。它于12月8日回到所属部队，之后海军少校保罗·兰波尔德接替了索默韦尔克的职务。
1899年初，赫拉号跟随第一分舰队的其他成员开始了前往大西洋的训练巡航。当经过英吉利海峡时，这些舰只在英国多佛尔停留，代表德国参加5月1日维多利亚女王80岁寿辰的庆祝活动。6月和7月，赫拉号再次护送霍亨索伦号前往挪威开展夏季巡航；而在8月的舰队演习中，它则是与舰队的侦察部队一起行动。8月28日，在波罗的海进行操练期间，赫拉号不慎撞上诺伊法瓦泽外围的防波堤，损坏了右舷螺旋桨。它驶往基尔进行维修，至9月4日完成，使之能够返回部队进行余下的演习。9月中旬，该舰陪同霍亨索伦号巡航前往瑞典；11月17日至30日，它又与前无畏战列舰德皇腓特烈三世号一起护送德皇的游艇出访英国。12月，赫拉号与第一分舰队在斯卡格拉克海峡再进行一次训练巡航，结束了这一年的征程。

### 义和团运动

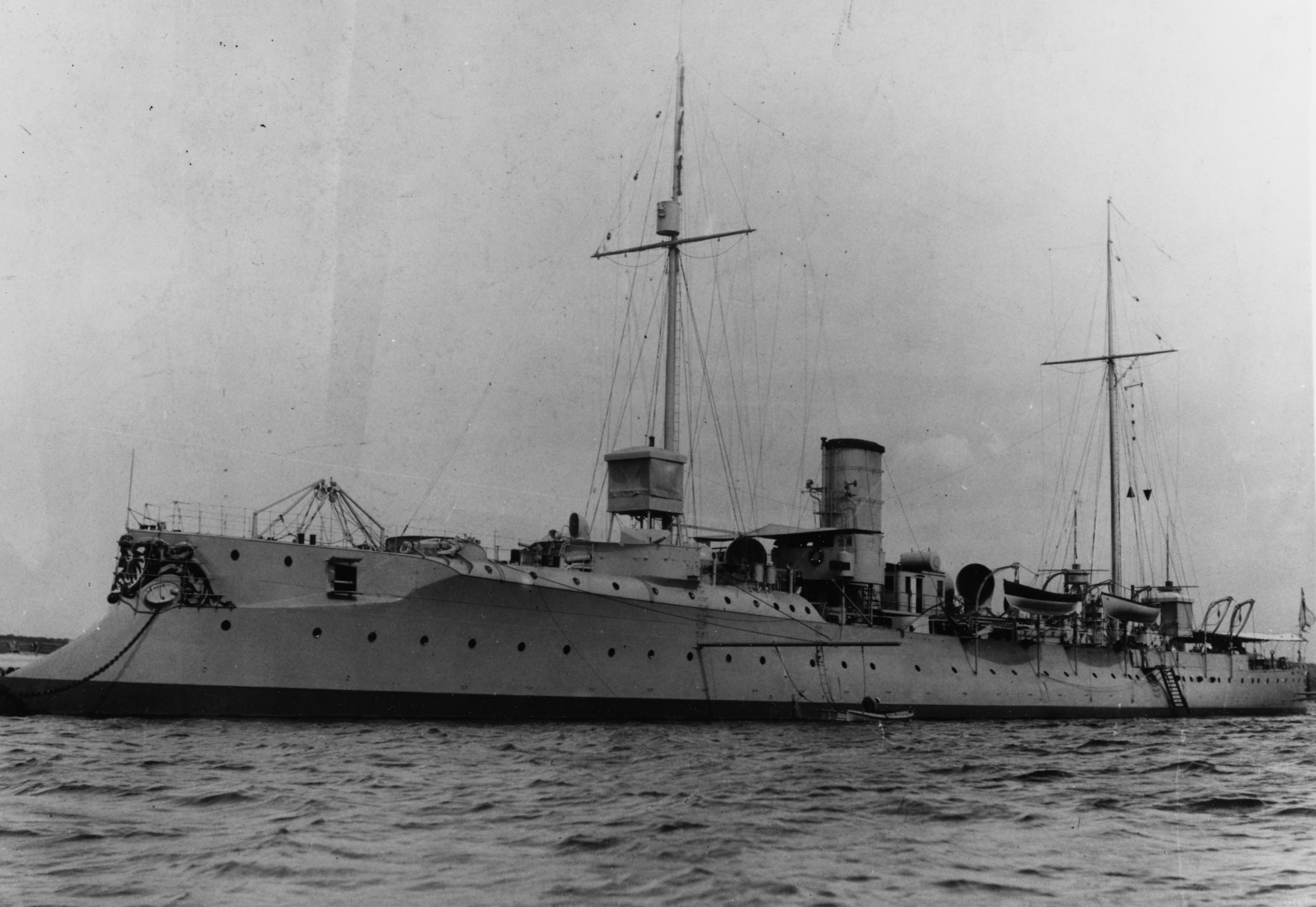
赫拉号于1899年在基尔

1900年上半年，赫拉号和往年一样跟随舰队进行训练演习。其例行工作被中国清朝的一起事件所打断：6月20日，在义和团运动期间，德国驻华公使克林德被中国的民族主义者杀害。在中国针对西方人的广泛暴乱导致德国与其他七个大国之间结盟，即所谓的八国联军：英国、意大利、俄罗斯、奥匈帝国、美国、法国和日本。当时在中国的士兵数量太少，无法击败义和团；八国联军在北京仅有四百余名军官和步兵。与此同时，德国在华的主要军事力量是东亚分舰队，由大巡洋舰奥古斯塔皇后号、汉萨号和伊雷妮号、小巡洋舰葛冯号以及炮舰美洲豹号和鸡貂号组成。在大沽还有一支500人的德军分遣队；加上其他国家的部队，总兵力约为2100人。这些人在英国海军上将西摩尔的指挥下试图攻入北京，却在天津之战中受阻。
结果，德皇决定派遣一支远征军前往中国增援东亚分舰队。赫拉号于7月4日被分配至海军远征队，连同四艘勃兰登堡级战列舰一起被派往中国增援当地的德国分舰队。五天后，这些舰只从基尔启程，于8月底抵达中国海岸。赫拉号进入长江口，然后在黄海巡逻直到9月底。它派出一支由4名军官和74名水兵组成的登陆队，参与了对山海关中国防御工事的袭击。11月，这艘通报舰一直停泊在吴淞锚地，直到12月中旬才返回长江。月底，它又被派驻上海。1901年1月，赫拉号回到长江，在镇江停留，然后于2月返回上海，一直驻泊至3月。这时，海军少校马克西米利安·冯·施佩抵埗，从兰波尔德手中接管了该舰的指挥权。赫拉号随后访问了青岛的德国租界，并于5月底回到上海。在那里，它接到了返回德国的命令，将由海军少校约阿希姆·冯·布雷多率舰返航。6月1日，赫拉号与远征队的其它成员启程归国，至8月11日抵达威廉港。

### 1901－1913年

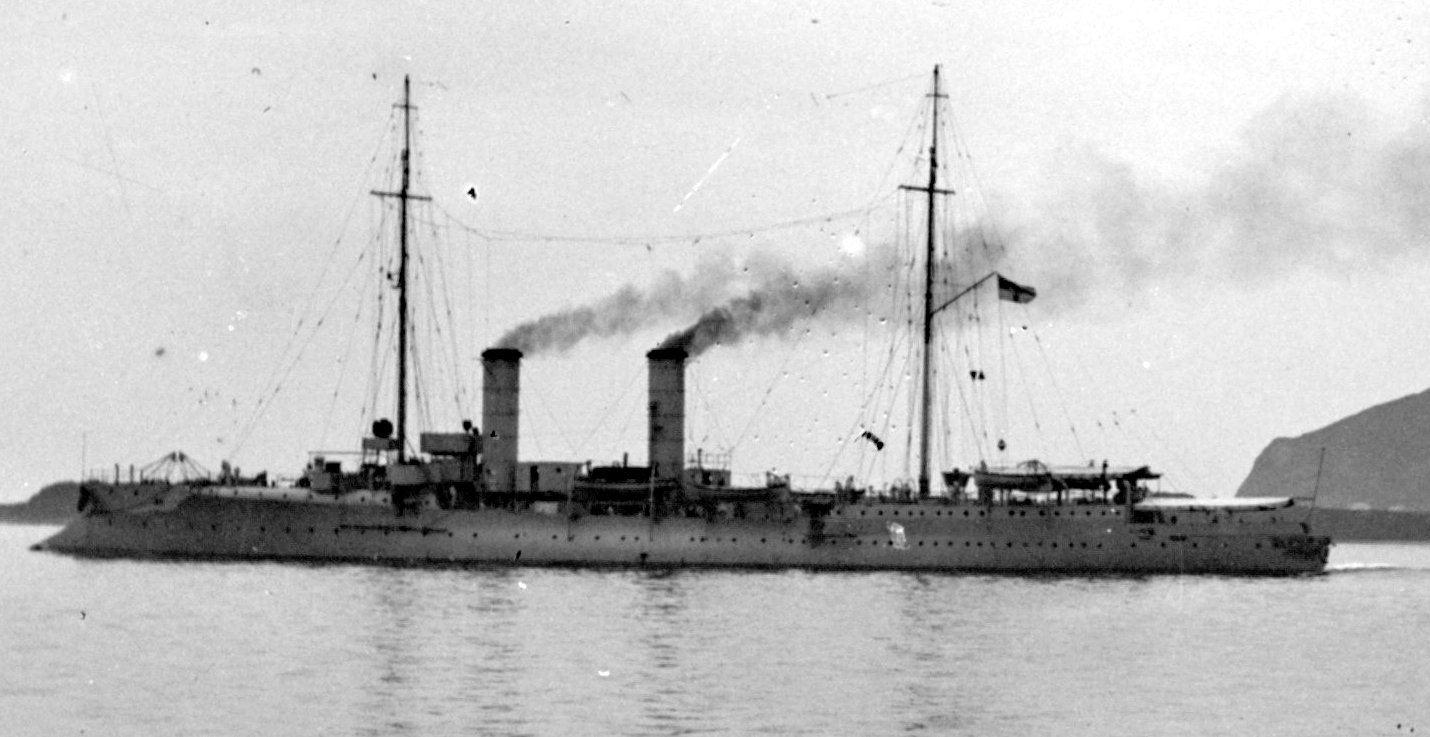
重建后的赫拉号在挪威沿岸

从中国回国后，赫拉号立即参加了年度舰队演习，并从8月26日至9月19日在第一侦察集群服役。12月中旬，它再次加入该部队参与前往挪威奥斯陆的航行，至16日返抵威廉港。1902年，赫拉号重返主舰队服役；在5月的大西洋巡航期间，它曾被派去为在七石灯船附近意外受损的小巡洋舰阿玛宗号提供护航。这时，德国海军司令部认为赫拉号的武装过于薄弱，无法胜任舰队侦察舰，因此，它于10月16日被送往基尔帝国船厂接受现代化改造，以用作轻型火炮训练舰。在船厂期间，布雷多将赫拉号的指挥权交予海军少校卡尔·齐默曼。改造工程于12月21日完成，舰只得以于1903年1月31日重新入役，但由于舰上锅炉状况不佳需要进一步的调整，遂于4月25日开始在但泽帝国船厂进行。赫拉号的预期职能则由小巡洋舰闪电号取代。
德国联邦军事档案馆的一些德国舰船位置报告档案表明，赫拉号曾于1903年6月至9月期间在第一侦察集群服役，但海军历史学家汉斯·希尔德布兰德、阿尔伯特·勒尔和汉斯-奥托·施泰因梅茨始终无法找到任何关于这段时间内该舰服役或退役的官方记录，也找不到这段时间内该舰的指挥官是谁。档案中也没有任何相关日志。根据位置报告，该舰的这段役期是在威廉港结束，但没有任何记录表明它被转移到能够明确赫拉号进行重建的地点——但泽。然而，希尔德布兰德、勒尔和施泰因梅茨仍然无法确定这个错误是如何持续数月的，也无法确定报告中实际代表的是哪艘舰。
赫拉号一直留在但泽的帝国船厂直至1910年，它在那里经历了一次大规模的重建。舰只于10月1日在海军少校卡尔·博伊-埃德的指挥下重新入役，并于10月14日至18日进行了简短的海试。此后，它被用作舰队的供应舰。在1911年3月29－30日夜间的演习期间，S-121号大鱼雷艇无意中过于驶近赫拉号前方，从而遭到后者舰艏的撞击。两舰均未在在碰撞中受到严重损失。4月，海军少校特奥多尔·皮伦成为赫拉号船长，任期至10月。在这年8月和9月的舰队演习结束后，德意志帝国海军为来访的奥匈帝国海军总司令、海军上将鲁道夫·蒙特库科利举行了盛大的海上阅兵。赫拉号随后搭载蒙特库科利到访了威廉港和黑尔戈兰岛。接下来的两年大抵风平浪静地度过；1912年4月1日，它被转移到基尔。9月，海军少校卡尔·威廉·韦尼格接管了舰只的指挥权。1913年中，意大利海军中将、阿布鲁齐公爵路易吉·阿梅迪奥访问德国，赫拉号又载着他于5月31日检阅了舰队驻泊的黑尔戈兰岛。9月，海军少校保罗·沃尔夫拉姆接替韦尼格，成为该舰的末任舰长。

### 第一次世界大战

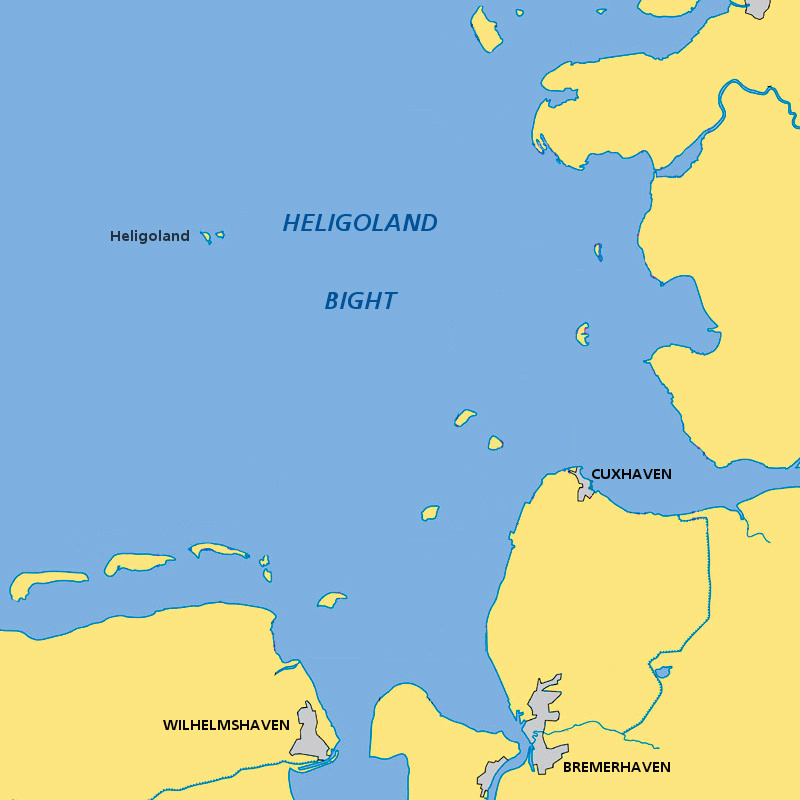
黑尔戈兰湾地图

1914年7月第一次世界大战爆发后，赫拉号被召回现役，并被编入第四侦察集群。该部队的任务是对构成德意志湾沿岸侦察巡逻外环的德国鱼雷艇提供支援。赫拉号于8月13日至16日期间进行了轻微调整，安装了第三门88毫米炮。它与小巡洋舰斯德丁号共同驻扎在黑尔戈兰岛的东北部。
8月28日，来自哈里奇部队的英国巡洋舰和驱逐舰突然袭击了德国巡逻线，引发黑尔戈兰湾海战。赫拉号的指挥官在接到战斗报告后，掉头向东增援参与行动的舰艇。然而在途中，该舰又收到了一份自相矛盾的报告，称英国舰只正在撤退，导致此时已晋升为海军中校的沃尔夫拉姆改变航向，返回它的指定位置。结果，该舰未能参与海战。当夜晚些时候，它与小巡洋舰科尔贝格号和慕尼黑号重新集结，为剩下的鱼雷艇提供掩护，并重建了湾区的巡逻线。
两周后，即9月13日上午，赫拉号在黑尔戈兰西南约6海里（11）处遭到了英国潜艇E9号的袭击，指挥该艇的正是未来的英国海军上将马克斯·霍顿。赫拉号当时正在进行训练演习；黑尔戈兰周围的水域被认为是安全的，不易受到英国潜艇的攻击。浮出水面后，E9号发现了德国巡洋舰，遂立即重新潜入水中发射两枚鱼雷，其中一枚击中了赫拉号的舰艉。15分钟后，E9号升至潜望镜深度检视现场，他们发现赫拉号正在下沉。又过了15分钟，赫拉号便已沉入了浪底。尽管该舰沉没的速度很快，但除了两名水兵外，其所有船员都被U-18号潜艇和一艘海岸巡逻船从海里救了出来。
赫拉号是第一艘在战争中被英国潜艇击沉的德国舰船。由于它的战损，德国舰艇的所有训练演习的都被转移到波罗的海进行，以防止发生类似的沉没事件。赫拉号的其中一门88毫米炮从残骸中被打捞上岸，现存于库克斯港的库格尔巴克要塞。